# Zuccherini bolognesi
Gli zuccherini (zucarén in bolognese) sono dei biscotti friabili tipici della tradizione culinaria bolognese. 
Erano tradizionalmente preparati a Bologna e dintorni come dolce nuziale prima della diffusione dei confetti, e vengono tuttora associati ai festeggiamenti di matrimonio, soprattutto nelle zone di campagna.

## Preparazione
Gli "zucaréin" erano solitamente preparati in casa, quindi vi si riscontrano piccole variazioni di famiglia in famiglia. Venivano tradizionalmente preparati dalle donne appartenenti alle famiglie degli sposi, ad eccezione della sposa stessa in quanto considerato di malaugurio. La preparazione dei biscotti rappresentava pertanto un'occasione per le donne delle due famiglie di conoscersi e parlare.
L'impasto è una pasta frolla solitamente composta da farina, lievito, zucchero vanigliato, uova, burro, zucchero e scorza di limone grattugiato. Alcune ricette prevedono l'uso della fecola di patate, altre più "raffinate" di mandorle lievemente tostate. L'uso della scorza di limone e della vaniglia è assente in alcune ricette, specialmente quelle più povere.
Una volta amalgamato l'impasto, viene ridotto in piccolissimi "bastoncini", che vengono ripiegati ad anello intorno a un dito e chiusi.
Grande importanza riveste la fase di cottura, ad una temperatura non superiore ai 160 °C in quanto lo zuccherino deve deve mantenere un colore pallido dopo la cottura.
Una volta raffreddati è d'uso spolverarli con zucchero a velo.
Il procedimento durava diverse ore, data la grande quantità necessaria per i festeggiamenti e il minuzioso lavoro di preparazione dei piccoli anelli.

## Uso
Dopo essere stati accuratamente selezionati per rimuovere quelli dalla forma imperfetta, gli zuccherini venivano confezionati - in numero dispari - in piccoli sacchetti da regalare agli invitati, oltre che ad essere offerti alla fine del pranzo di nozze.

## Variante romagnola
Esiste una versione della Romagna, chiamata in dialetto zucaren, o zuccherini romagnoli, che si differenzia per la forma, non più ad anello ma che può variare. Tipicamente preparati con l'impasto della ciambella romagnola, questi biscotti contengono tradizionalmente lo strutto al posto del burro, e sono ricoperti di granella o codette di zucchero o ancora mandorle macinate grossolanamente.